# Margareta von Ascheberg
Margareta von Ascheberg, senare Barnekow, född 9 juli 1671 på Holma gård i Bohuslän, död oktober 1753, var en svensk grevinna, godsägare och regementschef.

## Biografi

### Tidiga år
Margareta von Ascheberg föddes som dotter till fältmarskalken Rutger von Ascheberg och Maria Eleonora von Buseck, född Münch, och gifte sig vid 19 års ålder, år 1691, med greven och översten Kjell Christoffer Barnekow. Hon följde maken, som var i holländsk tjänst, till kriget i Belgien på 1690-talet. 

### Överste
Hon blev änka 1700, vid 29 års ålder. Som änka blev det hennes skyldighet att agera överste för makens så kallade Prestdragoner, som han mottagit med skyldighet att med 211 man, tillika med hästar och mundering, komplettera regementet, en uppgift ovanlig för en kvinna som hon fullgjorde väl, trots att hon hade ansökt om att få slippa. 
Hon värvade alla soldater av 200 utom 89, tillsatte regementets officerare och intog platsen vid mönstringsbordet då regementet avreste från Kristianstad 1702. 
Detta imponerade stort på samtiden, och man kallade det: "Eljest outredligt för ett fruntimmer". 
Hon deltog sedan i regementets underhåll och affärer under kriget och brevväxlade med Karl XII om dess ämbeten och anmälde officerare till erhållande av kungliga fullmakter; hon kallades "överstinna".

### Godsägarinna
Hon beskrivs också som en skicklig affärskvinna, som utvidgade och utvecklade sin egendom. Hon grundade även sjukhus och skolor på sina gods och gav en del privata bidrag anonymt. Många fattiga sades följa henne då hon rest emellan sina gods. 
Hon blev känd som "Aschebergskan på Vittskövle".